# Wynton Rufer
Wynton Rufer (Wellington, Nova Zelanda, 29 de desembre de 1962) és un exfutbolista neozelandès.
Va disputar 22 partits amb la selecció de Nova Zelanda amb la qual participà a la Copa del Món de futbol de 1982. Destacà com a jugador del Werder Bremen alemany.